# Измаильское градоначальство
Измаи́льское градонача́льство — административно-территориальная единица, существовавшая в 1830—1856 годах. До 1835 года градоначальник непосредственно подчинялся Новороссийскому и Бессарабскому генерал-губернатору, а затем эта должностью была совмещена с должностью Бессарабского губернатора.

## История
Создано 26.09.1830 года (указ распубликован 20.10.1830 года) из части Измаильского уезда Бессарабской области «по важности местоположения города Измаила». Тогда же было определено присоединить к Измаильскому градоначальству «города: Рени и Килию и селения: Кугурлай, Софианы, Броску, Хаджи-Курды, Гасса-Спаг,  Кислицу, Муравлёвку, Чимамир и Вилков» (ПСЗ-2 № 3953). Оставшаяся часть Измаильского уезда при этом переименовывалась в Леовский уезд.
Прекратило существование в 1856 году, когда по итогам Крымской войны данная территория была передана Молдавскому княжеству.

## Градоначальник
Так как Измаильскому градоначальнику подчинялись коменданты «крепостей: Измаила и Килия, Дунайская флотилия, в отношении Кордонной службы и Кордонная карантинная стража», было определено «в должность сию назначать всегда Военного Генерала» (ПСЗ-2 № 3953). 
Единственным собственно Измаильским градоначальником был
- 27.12.1830—29.11.1835: генерал-лейтенант Сергей Алексеевич Тучков (1767—1839).

Указом 04.12.1835 года: «с увольнением генерал-лейтенанта Тучкова от должности Измаильского градоначальника, обязанность сию» повелено было «возложить на Бессарабского гражданского губернатора, с тем, чтобы существующую ныне при градоначальнике военную канцелярию… упразднить» (ПСЗ-2 № 8653).
- 04.12.1835 (фактически с 29.11.1835)—29.05.1854: генерал-майор (с 1840 года генерал-лейтенант, с 1852 года генерал от инфантерии) Фёдоров Павел Иванович (1791—1855).
- 15.07.1854—1856: генерал-майор  Михаил Сергеевич Ильинский (†1865).